# كأس الاتحاد الإنجليزي 1925–26
كأس الاتحاد الإنجليزي 1925–26 (بالإنجليزية: 1925–26 FA Cup)‏ هو الموسم 51 من  كأس الاتحاد الإنجليزي. أقيم خلال الفترة 5 سبتمبر 1925 وحتى 24 أبريل 1926، والذي يشرف على تنظيمه الاتحاد الإنجليزي لكرة القدم، وكان عدد الأندية المشاركة فيه  64، وفاز فيه بولتون واندررز.